# Lazarți, Veliko Tărnovo
Lazarți (în bulgară Лазарци) este un sat în comuna Elena, regiunea Veliko Tărnovo,  Bulgaria. 

## Demografie
Componența etnică a satului Lazarți
     Bulgari (100%)
     Nicio identificare (0%)
     Altele (0%)
La recensământul din 2011, populația satului Lazarți era de 16 locuitori. Din punct de vedere etnic, toți locuitorii erau bulgari.